# Ратови звезда: Из авантура Лука Скајвокера
Звездани ратови: из авантура Лука Скајвокера наслов је научно-фантастичног романа приписаног Џорџу Лукасу, књиге коју је заправо по Лукасовој наруџби написао Алан Дин Фостер и коју је издао „Дел Реј“ 12. новембра 1976. Овај роман, који заснива на Лукасовом изворном сценарију за први филм о Звезданим ратовима, појављује се под више наслова: првобитно као „Звездани ратови: из авантура Лука Скајвокера“, а тренутно као „Епизода IV Звезданих ратова: Нова нада“, у складу са преименовањем филма након објаве да ће Лукас снимити прве три епизоде саге о Звезданим ратовима.
Роман је издат шест месеци пре него што се изворни филм о Звезданим ратовима појавио у биоскопима, а написан је у периоду када је изворни материјал за ову причу као и за сам универзум Звезданих ратова још увек био недорађен. Стога је занимљиво обратити пажњу на неколико места где се прича у њему разликује од оне коју знамо из филма.
- Налазимо неколико сцена које су биле снимљене, али које нису биле укључене у верзију филма из 1977. Вреди поменути Лукове сцене са својим пријатељима на станици Тоши.
- Разне ситнице, на пример пилотске ознаке које користе побуњеници у нападу на Звезду Смрти, разликују се од оних у филму.
- Општи стил приповедања чини се прикладнији за зрелије читаоце; неке од насилних сцена приказане су са више појединости него оне које знамо из филма.

## Издање Плаве птице на српскохрватском језику
Роман „Звездани ратови“ у издању Плаве птице објављен је под уредништвом Жике Богдановића у Београду 1978, годину дана након појављивања првог филма у свету. Књига је штампана ћирилицом, са смеђим тврдим корицама на којима се налазе позлаћени натписи „Лукас“, „Плава птица“ и „Звездани ратови“. Корице су омотане глатким белим папиром на којем се налазе оригинална илустрација и поменути натписи, који су на омоту урађени у неколико боја. На левој унутрашњој страни омота налазимо опис ове књиге (број 41), а на десној опис књиге 42, „Збогом мојих петнаест година“, коју је написао Клод Кампањ. 
Опис ове књиге превод је изворног описа романа на енглеском језику изузев неколико додатних реченица, а такође потврђује наведени датум издања, с обзиром да су „Звездани ратови“ први пут приказани 1977. године.
Лук Скајвокер имао је двадесет година, и живео и радио на фарми свог ујака на далекој планети Татуини... бескрајно се досађујући. Чезнуо је да се вине у сусрет пустоловинама међу звездама — пустоловинама које би га одвеле иза најдаљих галаксија, до забачених и туђих светова. Изгледало је, међутим, да ће заувек остати закопан у пустарама родне планете, завидећи пријатељима који су добили прилику да воде живот достојан младости.
Али, изненада, Лук је добио много више него што се могао надати и у својим најлуђим сновима. До њега, чудном игром случаја, стиже загонетна порука једне лепе принцезе, коју је у заточеништву држао један моћни и сурови витез. Лук није знао ништа о њој, али је знао да је мора спасти — и то брзо, јер су се догађаји стреловито ближили опасном исходу, који би значио катастрофу за читаву галаксију.
Наоружан само својом безумном храброшћу, и магичном сабљом изумрлог витешког реда коју је наследио од свог оца, Лук улеће усред најкрвавијег свемирског рата који је икад вођен... Уз помоћ шачице одважних пријатеља, Лук се у последњој и одлучној бици сусреће са моћним непријатељем и његовом Звездом Смрти, најгрознијим оружјем које је икад познавала људска раса.
По свом роману „Звездани ратови“, аутор Џорџ Лукас снимио је изванредан филм, који је прошле године постигао светски успех.
На 4. станици књиге налазимо следеће техничке информације:
```
Наслов оригинала: Star Wars

Превела: Нада Јовановић
Рецензент: Станислава Радовановић
Илустрације: Божидар Веселиновић
Идејно решење омота и насловног листа: Мих. С. Петров
Технички уредник: Милан Милошевић
Коректор: Звездана Ђурић

-{A Del Rey Book
Published by Ballantine Books
Copyright 1976 by The Star Wars Corporation}-

Заједничко издање: ООУР Издавачки завод „Југославија“ и ООУР „Издавачка делатност“ Издавачког предузећа „Просвета“
Штампа и повез: ШИРО „Србија“, Мије Ковачевића 5, Београд
Тираж: десет хиљада примерака
```